# National League (Neuseeland)
Die National League ist die höchste Spielklasse im Fußball der Männer in Neuseeland. Der 2021 gegründete Wettbewerb ist eine halb-professionelle Liga und wird vom nationalen Verband, New Zealand Football, betrieben. Die National League ersetzt damit ab der Saison 2021 die New Zealand Football Championship als höchste Spielklasse des neuseeländischen Fußballs.

## Spielbetrieb
Das neue System beinhaltet drei vorgelagerte, regionale Ligen: die Northern League, Central League und Southern League. Die Organisation des Spielbetriebs dieser Ligen obliegt den jeweiligen regionalen Verbänden. Dadurch werden diese auch nur auf der zweiten Ebene der nationalen Ligapyramide angesehen. Aus diesen Ligen qualifizieren sich je nach Gruppe bis zu vier Teams für die National League Championship welche als Endrunde um die Meisterschaft fungiert und damit die erste Spielklasse darstellt. Einen festen Platz in der Championship erhält der Verein Wellington Phoenix, welcher mit seiner 2. Mannschaft antritt, seit der Saison 2022 spielt er auch im normalen Betrieb der Central League mit, erhält aber trotzdem unabhängig von der Platzierung einen Platz in der Championship.
Das Ziel der Umstrukturierung ist es, den Fokus des neuseeländischen Fußballs auf die Entwicklung von Nachwuchsspielern auszurichten. Zur Erreichung dieses Ziels wurden neue Regelungen beschlossen. Pro Team dürfen nur vier ausländische Spieler und ein Spieler einer anderen OFC-Nation eine Spielerlaubnis bekommen. In jedem Spiel müssen für jedes Team mindestens zwei U-20-Spieler teilnehmen. Um eine Chancengleichheit für alle Vereine herzustellen, wurde ein Höchstlohn für Spieler eingeführt. Zudem nehmen durch das neue Modell wieder Traditionsmannschaften am Spielbetrieb teil
, ähnlich der New Zealand National Soccer League. Das zur Saison 2021 eingeführte Livestreaming auf dem YouTube-Kanal von Sky New Zealand sollte für die Endrunde beibehalten werden. Einzelne Spiele der regionalen Ligen werden auf dem YouTube-Kanal von NZ Football übertragen.
In der ersten Saison kam es aufgrund von Reisebeschränkungen durch die COVID-19-Pandemie dazu, dass die landesweite Endrunde nicht mit allen Mannschaften ausgetragen werden konnte, genauer genommen der aus der Northern League. Stattdessen wurde eine verkürzte Runde zwischen den qualifizierten Mannschaften aus der Central League und der Southern League ausgespielt, welche South-Central Series genannt wurde. Der Gewinner dieses Wettbewerbs kann daher nicht als nationaler Meister gesehen werden.

## Ligazugehörigkeit der einzelnen Mannschaften ab 2021

### Northern League
| Team               | Stadt          | Stadion            | Region   | Spielzeiten |
| ------------------ | -------------- | ------------------ | -------- | ----------- |
| Auckland City      | Auckland       | Kiwitea Street     | Auckland | 2021–       |
| Auckland United    | Auckland       | Keith Hay Park     | Auckland | 2021–       |
| Bay Olympic        | New Lynn       | Olympic Park       | Auckland | 2021–       |
| Birkenhead United  | Birkenhead     | Shepherds Park     | Auckland | 2021–       |
| Eastern Suburbs    | Auckland       | Madills Farm       | Auckland | 2021–       |
| Hamilton Wanderers | Hamilton       | Porritt Stadium    | Waikato  | 2021–       |
| Manukau United     | Māngere        | Centre Park        | Auckland | 2021–       |
| Manurewa           | Manurewa       | Memorial Park      | Auckland | 2023–       |
| Melville United    | Hamilton       | Gower Park         | Waikato  | 2021–       |
| North Shore United | Devonport      | Allen Hill Stadium | Auckland | 2021–2022   |
| Northern Rovers    | Auckland       | McFetridge Park    | Auckland | 2021        |
| Takapuna           | Takapuna       | Taharoto Park      | Auckland | 2022–       |
| West Coast Rangers | Whenuapai      | Fred Taylor Park   | Auckland | 2021, 2023– |
| Waiheke United     | Waiheke Island |                    | Auckland | 2022        |
| Western Springs    | Auckland       | Seddon Fields      | Auckland | 2021–       |

### Central League
| Team                     | Stadt          | Stadion                    | Region             | Spielzeiten |
| ------------------------ | -------------- | -------------------------- | ------------------ | ----------- |
| Havelock North Wanderers | Havelock North | Guthrie Park               | Hawke’s Bay        | 2022        |
| Lower Hutt City          | Lower Hutt     | Fraser Park                | Wellington         | 2021        |
| Miramar Rangers          | Miramar        | David Farrington Park      | Wellington         | 2021–       |
| Napier City Rovers       | Napier         | Bluewater Stadium          | Hawke’s Bay        | 2021–       |
| North Wellington         | Wellington     | Alex Moore Park            | Wellington         | 2021–       |
| Petone                   | Petone         | Memorial Park (Lower Hutt) | Wellington         | 2021–       |
| Stop Out                 | Lower Hutt     | Hutt Park                  | Wellington         | 2023–       |
| Wainuiomata              | Lower Hutt     | Richard Prouse Park        | Wellington         | 2021        |
| Wairarapa United         | Masterton      | Memorial Park Turf         | Wellington         | 2021        |
| Waterside Karori         | Wellington     | Karori Park                | Wellington         | 2021–       |
| Wellington Olympic       | Wellington     | Wakefield Park             | Wellington         | 2021–       |
| Wellington Phoenix II    | Wellington     |                            | Wellington         | 2022–       |
| Wellington United        | Wellington     | Newtown Park               | Wellington         | 2022–       |
| Western Suburbs          | Porirua        | Endeavour Park             | Wellington         | 2021–       |
| Whanganui Athletic       | Wanganui       | Wembley Park               | Manawatū-Whanganui | 2023–       |

### Southern League
| Team                | Stadt        | Stadion                      | Region     | Spielzeiten |
| ------------------- | ------------ | ---------------------------- | ---------- | ----------- |
| Cashmere Technical  | Christchurch | Garrick Park                 | Canterbury | 2021–       |
| Christchurch United | Christchurch | Christchurch Football Centre | Canterbury | 2021–       |
| Coastal Spirit FC   | Christchurch | Linfield Park                | Canterbury | 2021–       |
| Ferrymead Bays      | Christchurch | Ferrymead Park               | Canterbury | 2022–       |
| Green Island        | Dunedin      | Sunnyvale Park               | Otago      | 2021–       |
| Mosgiel             | Mosgiel      | Memorial Park (Mosgiel)      | Otago      | 2022        |
| Nelson Suburbs      | Nelson       | Saxton Field                 | Nelson     | 2021–       |
| Nomads United       | Christchurch | Tulett Park                  | Canterbury | 2022–       |
| Otago University    | Dunedin      | Caledonian Ground            | Otago      | 2021        |
| Selwyn United       | Rolleston    | Foster Park                  | Canterbury | 2021–       |
| South City Royals   | Dunedin      | Tahuna Park                  | Otago      | 2021–       |

## Championship-Titel
| Saison | Meister            | Vizemeister           |
| ------ | ------------------ | --------------------- |
| 2021   | Miramar Rangers    | Wellington Olympic    |
| 2022   | Auckland City      | Wellington Olympic    |
| 2023   | Wellington Olympic | Auckland City         |
| 2024   | Auckland City      | Birkenhead United AFC |

## Torschützenkönige
| Saison | Name | Klub | Tore |
| ------ | ---- | ---- | ---- |
| -      | -    | -    | -    |